# جیمز داناهیو
جیمز داناهیو (انگلیسی: James Donahue; ۲۰ آوریل ۱۸۸۵ – ۱۵ مارس ۱۹۶۶) ورزشکار دو و میدانی و پنج‌گانه اهل ایالات متحده آمریکا بود.